# École nationale de la magistrature

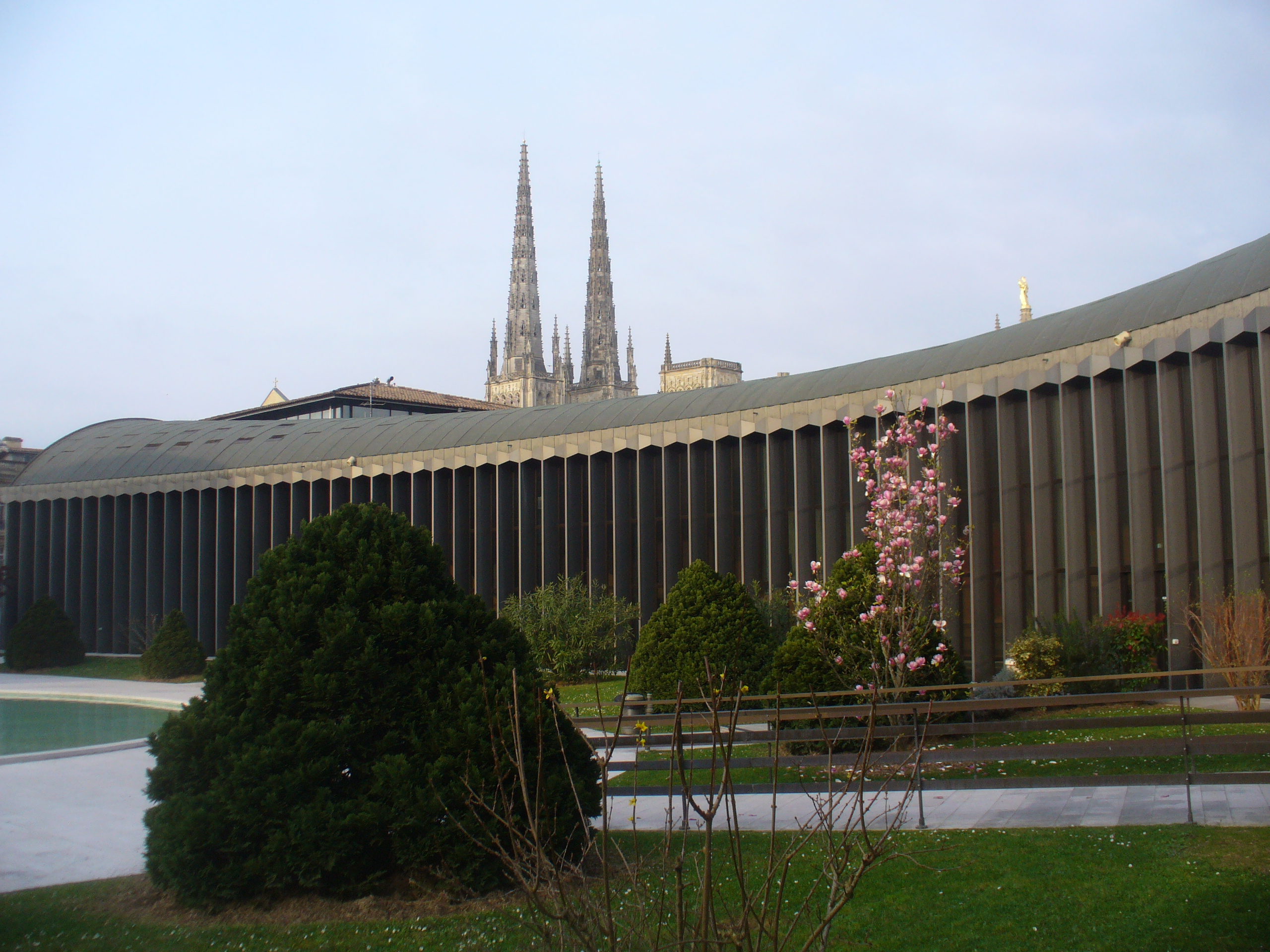
ENM: Innenhof des Schulgebäudes in Bordeaux

Die École nationale de la magistrature (kurz ENM, deutsch Nationale Richterschule) ist eine französische Hochschule, die für die Aus- und Weiterbildung der französischen Richter und Staatsanwälte, der Magistrature, zuständig ist. Sie wurde 1958 unter dem Namen Centre national d'études judiciaires im Rahmen einer großen Justizreform per Gesetz gegründet und 1970 in ihren derzeitigen Namen umbenannt. Sitz der Schule ist Bordeaux, wo die zukünftigen Richter ausgebildet werden. Schwerpunkte einer Pariser Außenstelle sind die Richterweiterbildung und internationale Beziehungen. 90 Prozent aller aktiven französischen Richter haben die ENM absolviert, dazu kommen rund 3000 ausländische Richter, die an der ENM eine Aus- oder Weiterbildung absolviert haben.

## Aufnahme und Ausbildung
Um in die ENM aufgenommen zu werden, müssen Anwärter bereits ein Studium der Rechts- oder Politikwissenschaften absolviert haben und erfolgreich einen von drei möglichen Concours durchlaufen. Das Höchstalter für die Aufnahme beträgt im Allgemeinen 27 Jahre, kann aber für bereits in einigen Berufsfeldern tätige Personen (Recht, Wirtschaft, Soziales) auf 35 Jahre und für langjährig berufserfahrene oder Mandatsträger auf 40 Jahre ausgedehnt werden. Die Anzahl der jährlichen Aufnahmen neuer Richteranwärter sinkt: Von circa 250 aufgenommenen Schülern pro Jahr ging die Zahl auf rund 150 in den 90er Jahren zurück. 60 Prozent der Absolventen des Jahrgangs 2003 waren weiblich.
Mit der Aufnahme in die ENM erlangen die Schüler den Status des auditeur de justice und sind damit automatisch Mitglied des Richterskorps und erhalten ein Gehalt. Sie dürfen kein Mandat im französischen Parlament, Europaparlament und im Wirtschafts- und Sozialrat ausüben; die Ausübung weiterer Mandate auf regionaler Ebene sowie berufliche Tätigkeiten sind ebenfalls eingeschränkt.
Die Ausbildung dauert 31 Monate und gliedert sich in Praktika und theoretischen Kurse. Nach zwei Jahren finden Prüfungen statt. Abhängig vom Rang in der Gesamtwertung der Prüflinge können die Erfolgreicheren zuerst eine freie Stelle und somit eine Fachrichtung wählen. Nach einem einmonatigen theoretischen Kurs und einem weiteren Praktikum wird der Absolvent zum Richter beziehungsweise Staatsanwalt ernannt.
Unterrichtet werden die auditeurs de justice von 21 für drei Jahre zu Maîtres de Conférences ernannten aktiven Richtern.

## Absolventen (Auswahl)
- Jean-Louis Bruguière (* 1943), Vizepräsident des Tribunal de Grande Instance in Paris
- Mariama Cissé (* 1962), Richterin und Frauenrechtlerin aus Niger
- Mahamane Laouali Dan-Dah (* 1966), Jurist und Politiker aus Niger
- Rachida Dati (* 1965), Justizministerin
- Jean-Louis Debré (1944–2025), Innenminister und Präsident des Conseil constitutionnel
- Eva Joly (* 1943), Juristin
- Abdourahamane Soli (1938–2016), Jurist, Politiker und Autor aus Niger
- Simone Veil (1927–2017), Präsidentin des Europäischen Parlaments